# Весёлая Долина (Днепропетровская область)
Весёлая Долина (укр. Весела Долина) — село,
Покровский сельский совет,
Криничанский район,
Днепропетровская область,
Украина.
Код КОАТУУ — 1222085002. Население по переписи 2001 года составляло 45 человек.

## Географическое положение
Село Весёлая Долина находится на одном из истоков реки Водяная,
на расстоянии в 1 км от села Крутая Балка.
По селу протекает пересыхающий ручей с запрудой.